# Miou-Miou
Sylvette Herry (Párizs, 1950. február 22. –), művésznevén Miou-Miou César-díjas francia színésznő. 
Neve egyes forrásokban Sylvette Héry, illetve Sylvette Hery néven szerepel.

## Élete és pályafutása
Családja breton származású, nagyszülei Plouénan-ban, egy Morlaix melletti faluban éltek Finistère megyében. Apja rendőr volt a párizsi rendőrprefektúrán, anyja piaci árus. A kárpitos-tanonc Sylvette 1967-ben csatlakozott ahhoz a műkedvelő színésztársasághoz, amely Romain Bouteille vezetésével 1969-ben egy átalakított motorjavító műhelyben megalapította a Café de la Gare-t. A kísérletező, új hangot megütő társaság gyors népszerűségre tett szert. Ebben az időszakban, ugyanitt kezdte karrierjét Gérard Depardieu, Patrick Dewaere és Coluche. Művésznevét is Coluche adta, mivel a fiatal színésznőnek hangja macskanyávogásra emlékeztette.
A híres kávézó-színház számos előadásában játszott szerepein felül, kisebb szerepeket kapott a kor nem igazán jelentős filmjeiben; ez alól csak a társasághoz tartozó Claude Faraldo Themroc című műve kivétel. Az igazi áttörést Bertrand Blier rendező filmje, a Herék, avagy a tojástánc hozta meg számára, amelyben a nagyközönség Gérard Depardieu és Patrick Dewaere oldalán fedezhette fel. Botrányos szerep, egy nagy botrányt kavaró filmben: pályája tehát nem szokványos módon indult, de ez a film azonnal az ismert „sztárok” közé röpítette.
A folytatás sem okozott csalódást, Miou-Miou biztos pontnak, egyfajta értéknek számított a francia filmiparban a 70-es évek végén, illetve a 80-as években.
Korai időszakában a szabados, párizsi vagány stílus jellemezte, szerepei megformálásában gyakran használta fel erotikus kisugárzását. Képes volt az egyszerre törékeny és erős prostituált szerepének megformálására A szökés című filmdrámában – alakításáért megkapta a legjobb színésznőnek járó César-díjat – vagy a rafinált rendőrére, a Női zsaru című filmben. Egyes kritikusok szerint ez a két legjelentősebb szerepe.
Az 1980-as évek végén ismét visszatért a „világot jelentő deszkákra” és a 90-es években mindvégig ott is maradt. Ez már művészetének az érett időszaka, amikor olyan színházi szerepekben tündökölt, mint Ariane, az Utazás Luxemburgba című darabban (Théâtre national de Chaillot). A filmekben is képességeinek méltó szerepeket kapott (Forgóajtók, Ártatlan gyönyör, Vegytisztítás), s hitelesen alakította a hős anya szerepét az 1993-ban forgatott Germinalban.

## Magánélete
A Café de la Gare alapítása idején, 1969-ben Coluche barátnője volt, majd az 1970-es évek elején Patrick Dewaere-rel élt együtt, akitől 1974-ben Angèle nevű lánya született. 1975-ben, a D'amour et d'eau fraîche forgatása idején az ünnepelt énekes, Julien Clerc élettársa lett 1981-ig; az 1978-ban született közös gyermekük, Jeanne maga is a színésznői pályát választotta. 1998-tól Jean Teulé regény- és képregényíróval élt együtt Párizs Marais-negyedében, egészen annak 2022. november 18-án bekövetkezett haláláig.

## Filmjei
| Év   | Magyar cím                       | Eredeti cím                                    | Szerep                      | Magyar hang         | Megjegyzés   |
| ---- | -------------------------------- | ---------------------------------------------- | --------------------------- | ------------------- | ------------ |
| 1971 |                                  | La Vie sentimentale de Georges le tueur        | Fiatal nő                   |                     | kisjátékfilm |
| 1971 |                                  | La cavale                                      | Petit Écureuil              |                     |              |
| 1972 |                                  | Ça va, ça vient                                | Nő a Magic Circus-ban       |                     |              |
| 1973 |                                  | Quelques messieurs trop tranquilles            | Anita                       |                     |              |
| 1973 | Szalad, szalad a külváros        | Elle court, elle court, la banlieue            | Az asszisztens              | N/A                 |              |
| 1973 |                                  | L'an 01                                        | A nő, aki 6 órakor ébred    |                     |              |
| 1973 |                                  | Themroc                                        | A fiatal szomszédasszony    |                     |              |
| 1973 | Égő pajták                       | Les granges brulées                            | Monique                     | Kútvölgyi Erzsébet  |              |
| 1973 | Jákob rabbi kalandjai            | Les aventures de Rabbi Jacob                   | Antoinette Fakopáncs        | Balogh Erika        |              |
| 1973 | Jákob rabbi kalandjai            | Les aventures de Rabbi Jacob                   | Antoinette Tukán            | Létay Dóra          |              |
| 1974 | Herék, avagy a tojástánc         | Les valseuses                                  | Marie-Ange                  | Bálint Sugárka      |              |
| 1974 |                                  | Tendre Dracula                                 | Marie                       |                     |              |
| 1975 | Szeress engem, Lily!             | Lily aime-moi                                  | A lány a kávézóban          | N/A                 |              |
| 1975 | Már ez is probléma?              | Pas de problème !                              | Anita Boucher               | Kováts Adél         |              |
| 1975 | Egy zseni, két haver, egy balek  | Un genio, due compari, un pollo                | Lucy                        | Pálos Zsuzsa        |              |
| 1975 | Egy zseni, két haver, egy balek  | Un genio, due compari, un pollo                | Lucy                        | Majsai-Nyilas Tünde |              |
| 1976 |                                  | Marcia trionfale                               | Rosanna                     |                     |              |
| 1976 |                                  | D'amour et d'eau fraîche                       | Rita Gonzales               |                     |              |
| 1976 | F. mint Fairbanks                | F comme Fairbanks                              | Marie                       | N/A                 |              |
| 1976 | Mindent megmutatunk              | On aura tout vu                                |                             | Balogh Erika        |              |
| 1976 | Mindent megmutatunk              | On aura tout vu                                | Györgyi Anna                |                     |              |
| 1976 | Jónás, aki 2000-ben lesz 25 éves | Jonas qui aura 25 ans en l'an 2000             | Marie                       | Detre Annamária     |              |
| 1976 |                                  | Al piacere di riverderla                       | Patrizia                    |                     |              |
| 1977 |                                  | Dites-lui que je l'aime                        | Juliette                    |                     |              |
| 1978 |                                  | Les routes du sud                              | Julia                       |                     |              |
| 1979 | Forgalmi dugó                    | L’ingorgo – Una storia impossibile             | Angela                      | N/A                 |              |
| 1979 |                                  | Au revoir... à lundi                           | Nicole                      |                     |              |
| 1979 | A szökés                         | La dérobade                                    | Marie                       | N/A                 |              |
| 1980 | Női zsaru                        | La femme flic                                  | Corinne Levasseur felügyelő | N/A                 |              |
| 1981 | Van valami értelme?              | Est-ce bien raisonnable ?                      | Julie Boucher               | Nagy-Kálózy Eszter  |              |
| 1981 |                                  | Dans la gueule du loup                         | Marie                       |                     |              |
| 1982 |                                  | Josepha                                        | Josépha Manet               |                     |              |
| 1982 |                                  | Guy de Maupassant                              | Gisèle d'Estoc              |                     |              |
| 1983 | Villámcsapás                     | Coup de foudre                                 | Madeleine                   | N/A                 |              |
| 1983 | Az Ők felesége                   | Attention ! Une femme peut en cacher une autre | Alice                       | N/A                 |              |
| 1984 | Hajtóvadászat kánikulában        | Canicule                                       | Jessica                     | Csere Ágnes         |              |
| 1984 | A Sphinx repülése                | Le vol du Sphinx                               | Laura                       | N/A                 |              |
| 1985 |                                  | Blanche et Marie                               | Blanche                     |                     |              |
| 1986 | Estélyi ruha                     | Tenue de soirée                                | Monique                     | Vándor Éva          |              |
| 1986 |                                  | Une vie comme je veux                          | Laurence Pescade            |                     |              |
| 1986 | Gérard Floque kicsapongó élet    | La vie dissolue de Gérard Floque               | A helyettes                 | N/A                 |              |
| 1988 | Forgóajtók                       | Les portes tournantes                          | Lauda                       | N/A                 |              |
| 1988 | Ártatlan gyönyör                 | La lectrice                                    | Constance / Marie           | Für Anikó           |              |
| 1988 | A pénz                           | L’argent                                       | Caroline Hamelin            | Bánsági Ildikó      | tévéfilm     |
| 1988 |                                  | Un vrai bonheur                                | ?                           |                     | kisjátékfilm |
| 1990 | Milou májusban                   | Milou en mai                                   | Camille                     | Nagy-Kálózy Eszter  |              |
| 1991 | Nyecsajev visszatér              | Netchaiev est de retour                        | Brigitte                    | Nagy-Kálózy Eszter  |              |
| 1991 | Titkolt titkos ügynök            | La totale!                                     | Hélène Voisin               | Csere Ágnes         |              |
| 1992 |                                  | Scène de ménage                                | A nő                        |                     | kisjátékfilm |
| 1992 |                                  | Le bal des casse-pieds                         | Louise Sherry               |                     |              |
| 1993 | Tangó                            | Tango                                          | Marie                       | N/A                 |              |
| 1993 | Germinal                         | Germinal                                       | Maheude                     | Németh Kriszta      |              |
| 1994 |                                  | Montparnasse-Pondichéry                        | Julie                       |                     |              |
| 1994 | Egy indián Párizsban             | Un indien dans la ville                        | Patricia                    | Kovács Nóra         |              |
| 1995 |                                  | Une femme dans la tourmente                    | Michèle Rouannet            |                     | tévéfilm     |
| 1995 |                                  | L'histoire du samedi                           | Hélène                      |                     | tévésorozat  |
| 1995 |                                  | Court toujours: Joséphine et les gitans        | Joséphine                   |                     | tévéfilm     |
| 1995 | A szeretet rabja                 | Une page d'amour                               | Hélène                      | N/A                 |              |
| 1996 | Elhagyott a feleségem            | Ma femme me quitte                             | Joanna Martin               | N/A                 |              |
| 1996 | És a nyolcadik napon...          | Le huitième jour                               | Julie                       | Hámori Eszter       |              |
| 1997 | Vegytisztítás                    | Nettoyage à sec                                | Nicole                      | Tóth Ildikó         |              |
| 1997 | Érett asszonyok varázsa          | Elles                                          | Eva                         | N/A                 |              |
| 1998 |                                  | Hors jeu                                       | Miou-Miou                   |                     |              |
| 2000 |                                  | Pour une fois                                  | ?                           |                     | kisjátékfilm |
| 2000 | Minden rendben, mehetünk!        | Tout va bien, on s'en va                       | Laure                       | N/A                 |              |
| 2001 |                                  | Agathe et le grand magasin                     | Agathe                      |                     | tévéfilm     |
| 2004 |                                  | Folle embellie                                 | Alida                       |                     |              |
| 2004 | Ambre eltűnt                     | Ambre a disparu                                | Eva Lorca                   | N/A                 | minisorozat  |
| 2004 | Tartós kapcsolat                 | Mariages !                                     | Gabrielle                   | Vándor Éva          |              |
| 2004 |                                  | L’après-midi de monsieur Andesmas              | Michel Arc felesége         |                     |              |
| 2005 |                                  | L’un reste, l'autre part                       | Anne-Marie                  |                     |              |
| 2005 |                                  | Riviera                                        | Antoinette                  |                     |              |
| 2006 | Az álom tudománya                | La science des rêves                           | Christine Miroux            | N/A                 |              |
| 2006 | A zárdán túl                     | Les poils du pinceau                           | Bernadette nővér            | Kovács Nóra         |              |
| 2006 | Kék Papagáj                      | Le héros de la famille                         | Simone Garcia               | Kovács Nóra         |              |
| 2007 |                                  | La science des rêves – Film B                  | Christine Miroux            |                     | videófilm    |
| 2007 |                                  | Les murs porteurs                              | Judith Rosenfeld            |                     |              |
| 2008 | Családi ügy                      | Affaire de famille                             | Laure Guignebont            | Udvarias Anna       |              |
| 2008 | A nagy alibi                     | Le grand alibi                                 | Éliane Pages, Henri neje    | N/A                 |              |
| 2008 | Mia és Migoo                     | Mia et le Migou                                | Juliette (hangja)           | N/A                 |              |
| 2009 |                                  | Marcher                                        | Miou-Miou                   |                     | kisjátékfilm |
| 2009 |                                  | Petites vacances à Knokke-le-Zoute             | Micheline                   |                     | tévéfilm     |
| 2009 |                                  | Pour un fils                                   | Catherine                   |                     |              |
| 2009 | A koncert                        | Le concert                                     | Guylène de La Rivière       | Hűvösvölgyi Ildikó  |              |
| 2009 |                                  | Une petite zone de turbulences                 | Anne Muret                  |                     |              |
| 2009 | Nők!                             | Vous les femmes                                | ?                           | N/A                 | tévésorozat  |
| 2011 |                                  | Le grand restaurant                            | A monogámista               |                     | tévésorozat  |
| 2011 | Isten hozott, Kaniousha!         | Le choix d'Adèle                               | Adèle                       | Ősi Ildikó          | tévéfilm     |
| 2011 |                                  | L'amour, la mort, les fringues                 | ?                           |                     | tévéfilm     |
| 2012 |                                  | Quand je serai petit                           | Jacqueline                  |                     |              |
| 2012 | Hasonszőrűek                     | Bienvenue parmi nous                           | Alice                       | Götz Anna           |              |
| 2012 |                                  | Avanti                                         | Catherine                   |                     |              |
| 2012 | Populaire kisasszony             | Populaire                                      | Madeleine Échard            | Kiss Erika          |              |
| 2013 |                                  | Arrêtez-moi                                    | Pontoise                    |                     |              |
| 2013 |                                  | Bob et les Sex Pistaches                       | ?                           |                     |              |
| 2013 |                                  | Landes                                         | Madeleine                   |                     |              |
| 2017 | A bűn művészete                  | L'art du crime                                 | Catherine Dutilleul         | N/A                 | tévésorozat  |
| 2018 |                                  | La monnaie de leur pièce                       | Brigitte                    |                     |              |
| 2018 |                                  | Larguées                                       | Françoise                   |                     |              |
| 2018 |                                  | Pupille                                        | Irène                       |                     |              |
| 2020 |                                  | Belle fille                                    | Andréa                      |                     |              |
| 2021 | Az utolsó titkos ügynök          | Le dernier mercenaire                          | Marguerite                  | Takács Kati         |              |
| 2021 |                                  | Nona et ses filles                             | Nona / Elizabeth Périer     |                     | tévésorozat  |
| 2022 | Gyilkos party                    | Murder Party                                   | Joséphine Daguerre          | Kovács Nóra         |              |
| 2022 |                                  | Constance aux Enfers                           | Constance                   |                     | tévésorozat  |
| 2022 |                                  | Maestro(s)                                     | Hélène                      |                     |              |
| 2023 |                                  | Je verrai toujours vos visages                 | Sabine                      |                     |              |
| 2023 |                                  | L'incroyable embouteillage                     | Chantal                     |                     | minisorozat  |

## Díjak és jelölések
César-díj:

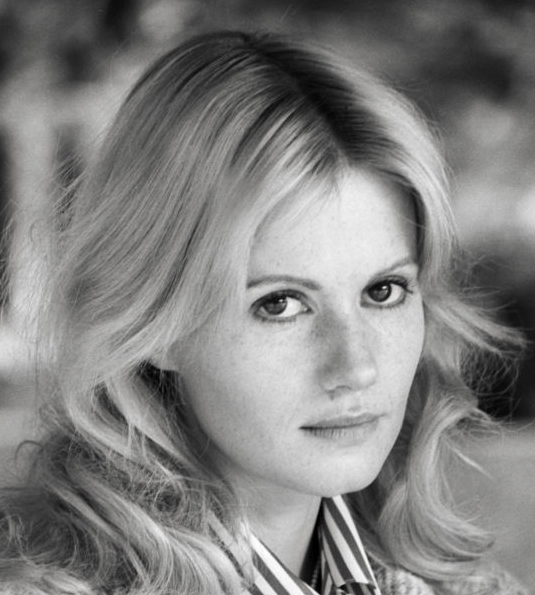
1976-ban

- díj: a legjobb színésznő, A szökés, 1980
- jelölés: a legjobb színésznő, F. mint Fairbanks, 1977
- jelölés: a legjobb színésznő, Dites-lui que je l'aime, 1978
- jelölés: a legjobb színésznő, Josepha, 1983
- jelölés: a legjobb színésznő, Villámcsapás, 1984
- jelölés: a legjobb színésznő, Estélyi ruha,[12] 1987
- jelölés: a legjobb színésznő, Ártatlan gyönyör, 1989
- jelölés: a legjobb színésznő, Milou májusban, 1991
- jelölés: a legjobb színésznő, Germinal, 1994
- jelölés: a legjobb színésznő, Vegytisztítás, 1998

Lumières-díj
- díj: a legjobb színésznő, Vegytisztítás, 1998

David di Donatello-díj:
- jelölés: a legjobb külföldi színésznő, Milou májusban, 1990

Genie Award, :
- jelölés: a legjobb mellékszereplő színésznő, Forgóajtók, 1989

## Fordítás
- Ez a szócikk részben vagy egészben  a   Miou-Miou című francia Wikipédia-szócikk ezen változatának fordításán alapul.  Az eredeti cikk szerkesztőit annak laptörténete sorolja fel. Ez a jelzés csupán a megfogalmazás eredetét és a szerzői jogokat jelzi, nem szolgál a cikkben szereplő információk forrásmegjelöléseként.